# Poste-frontière de Masnaa
Le poste-frontière de Masnaa est le principal passage frontalier entre le Liban et la Syrie. Il porte le nom d'une localité au Liban ; côté syrien il porte le nom de Jdaidat (en)-Yabous. Il est situé dans la vallée de la Bekaa à l'est du Liban.
Il relie les capitales Beyrouth et Damas. Outre Masnaa, cinq autres postes-frontières relient le Liban et la Syrie.

## Description

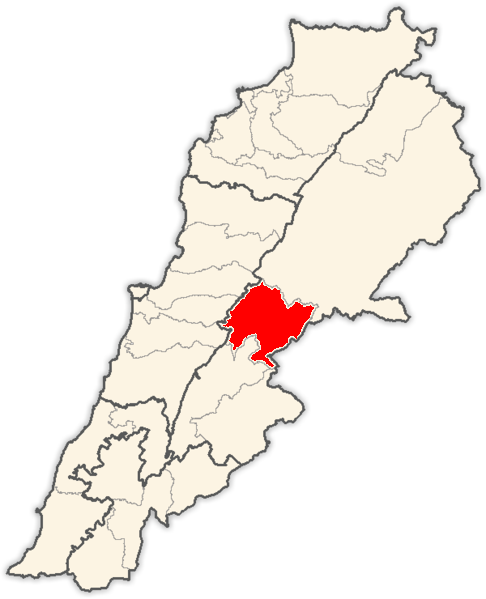
Masnaa se situe dans le district de Zahlé (en rouge), dans la Bekaa

Une autoroute internationale passe par Masnaa. Les deux points de contrôle douaniers libanais et syrien sont séparés par 8 km de no man's land de territoire neutre.

## Conflit israélo-libanais de 2006
Le poste-frontière a été bombardé par l'aviation israélienne lors du conflit israélo-libanais de 2006 ; la Bekaa avait été la cible de 70 raids aériens israéliens.

## Guerre Israël-Hezbollah depuis 2023
La guerre entre Israël et le Hezbollah qui commence en octobre 2023 provoque au Liban le plus grand déplacement de l'histoire du pays, avec 1,3 million de personnes obligées de fuir les bombardements israéliens, soit 20% de la population totale. Un quart du territoire libanais fait l'objet d'ordres d'évacuation de la part de l'armée israélienne. A la date du 4 octobre 300 000 personnes ont traversé la frontière libanaise vers la Syrie. Le poste-frontière de Masnaa est le principal point de passage terrestre pour les personnes qui veulent fuir la guerre.
Le 4 octobre 2024, ce poste-frontière est fortement endommagé par des bombardements israéliens qui rendent impraticable l'autoroute passant par le point de contrôle. Un cratère causé par les bombes bloque l'accès aux véhicules, il n'est possible de traverser la frontière qu'à pied ; le franchissement est particulièrement difficile pour les personnes âgées ou très jeunes, qui constituent une proportion importante parmi les candidats à l'exode.
L'armée israélienne allègue l'existence sur les lieux d'un transfert d'armes de la Syrie vers le Liban au bénéfice du Hezbollah.
Toutefois, l'ONU et les organisations humanitaires affirment que la destruction des postes-frontières entrave l'acheminement de nourriture et de biens nécessaires vers le Liban, et que les personnes exposées au danger sont empêchées de trouver refuge dans un endroit plus sûr, au moment où le pays affronte une grave crise humanitaire et un conflit armé,. La porte-parole du Haut-Commissariat des Nations unies pour les Réfugiés rappelle que le Liban a une frontière au sud avec Israël, qui est fermée, qu'il est bordé à l'ouest par la mer, et qu'il ne reste donc que la frontière avec la Syrie (à l'est et au nord), pour quitter le pays par voie terrestre.
Or fin septembre 2024 le poste-frontière de Matraba dans le nord-est du Liban, bombardé par l'aviation israélienne, a dû fermer ; un autre poste frontière, celui de Qaa / Jousieh est également bombardé par l'aviation israélienne le 25 octobre 2024, et la route rendue impraticable. 
Entre fin septembre et fin octobre 430 000 personnes ont fui du Liban vers la Syrie.

## Autres postes-frontières entre le Liban et la Syrie
Les six postes-frontières entre la Syrie et le Liban sont :
- Masnaa au Liban ; Jdaidat (en)-Yabous côté syrien[12]
- Abboudiyé au Liban ; Daboussiyé côté syrien[12]
- Qaa au Liban ; Joussié (ou Jousieh) côté syrien[12]
- Bouqueiya au Liban ; Tal-Kalakh côté syrien[12]
- Aarida au Liban ; Tartous côté syrien[12].
- Matraba partagé entre les deux pays[13] (inauguré en 2022)[14].

D'autres routes non légales existent reliant le Liban et la Syrie